# OutClock
 (mai 2017).
Le gratuiciel OutClock a été créé par Alain Tauber en 2002 comme notificateur d'email sous Windows puis des fonctionnalités anti-spam ont été progressivement ajoutées à la demande de ses utilisateurs. Au lieu d'incorporer une liste noire prédéfinie ou téléchargeable qu'on est obligé d'actualiser, il permet de créer des filtres appropriés à ses besoins. À ce jour, il filtre selon l'expéditeur, le sujet ou le destinataire, ou une partie de ces entêtes. Il possède aussi des fonctionnalités plus évoluées comme le "destinataire privilégié" qui s'attaque aux spécificités des envois en masse de spams. Il utilise le principe des jokers (comme le * sous DOS ou Unix) mais en plus évolué. Il est également possible de créer ses propres jokers. Sans être astreint à rentrer des listes de sujets ou d'adresses, il est possible avec deux à trois cents filtres de détruire entre 95 et 100 % des spams, tout cela directement sur le(s) serveur(s) sans avoir à télécharger les messages. Il est multi-comptes (POP3), chacun d'entre eux pouvant être interrogé au rythme souhaité.
La Version actuelle 3.9.1.07 gère le protocole POP mais pas le protocole IMAP.
Par rapport à la version 3.9.1.03, cette version permet de se connecter aux serveurs de messagerie en SSL, indispensable avec certains fournisseurs.
Par rapport à la version 3.8, la principale nouveauté réside dans la possibilité de choisir comme champ expéditeur pour le filtrage soit From soit ReturnPath. Le seul champ possible auparavant était ReturnPath.
Les versions sont généralement proposées en mode compressé UPX, soit sous la forme d'un programme d'installation, soit d'un fichier zip. Une particularité d'OutClock réside dans le fait qu'il n'affecte quasiment pas la base de registre et peut, par conséquent, résider sur une clé USB utilisable sur n'importe quel PC Windows, voire Linux si ce dernier dispose de Wine.